# Cymindis
Genre
Cymindis est un genre de coléoptères de la famille des Carabidae, de la sous-famille des Harpalinae, de la super-tribu des Lebiitae, de la tribu des Lebiini et de la sous-tribu des Cymindidina.

## Liste des sous-genres
C. (Arrhostus) - C. (Baicalotarus) - C. (Chaetotarus) - C. (Cymindis) - C. (Iscariotes) - C. (Menas) - C. (Neopsammoxenus) - C. (Paracymindis) - C. (Platycymindis) - C. (Tarsostinus) - C. (Tarulus)